# 范卫平
范卫平（1959年10月—），江西丰城人，出生于南昌，1977年8月参加工作，1982年6月毕业于江西师范学院化学专业，1986年加入中国共产党。编审职称。
曾任江西省出版事业管理局综合业务处处长、江西人民出版社总编室主任，新闻出版局副局长、省出版总社副社长，新闻出版总署出版物市场监管局局长、发行管理司司长、农家书屋办公室主任，新闻出版总署产业发展司司长、新闻出版体制改革办公室主任，国家新闻出版总署办公厅主任等职务。
2013年8月，任中共辽宁省委常委。2013年9月，兼任宣传部部长。2018年5月，任国家广播电视总局副局长、党组成员。